# جون وايت (موسيقي)
جون وايت (بالإنجليزية: John White)‏ هو موسيقي وكاتب أغاني أمريكي، ولد في 12 أبريل 1902 في واشنطن العاصمة في الولايات المتحدة، وتوفي في 26 نوفمبر 1992.